# Adolphe Marbot
Antoine Adolphe Marcelin Marbot, bekend als Adolphe Marbot (uitspraak: [adɔlf maʁbo]; Altillac, 22 maart 1781 – aldaar, 2 juni 1844), was een Frans militair die vocht in de Napoleontische oorlogen. Hij maakte carrière in de staf van het Franse leger tijdens het Eerste Franse Keizerrijk en werd brigadegeneraal (Frans: maréchal de camp) tijdens de Julimonarchie onder koning Lodewijk Filips I.

## Biografie

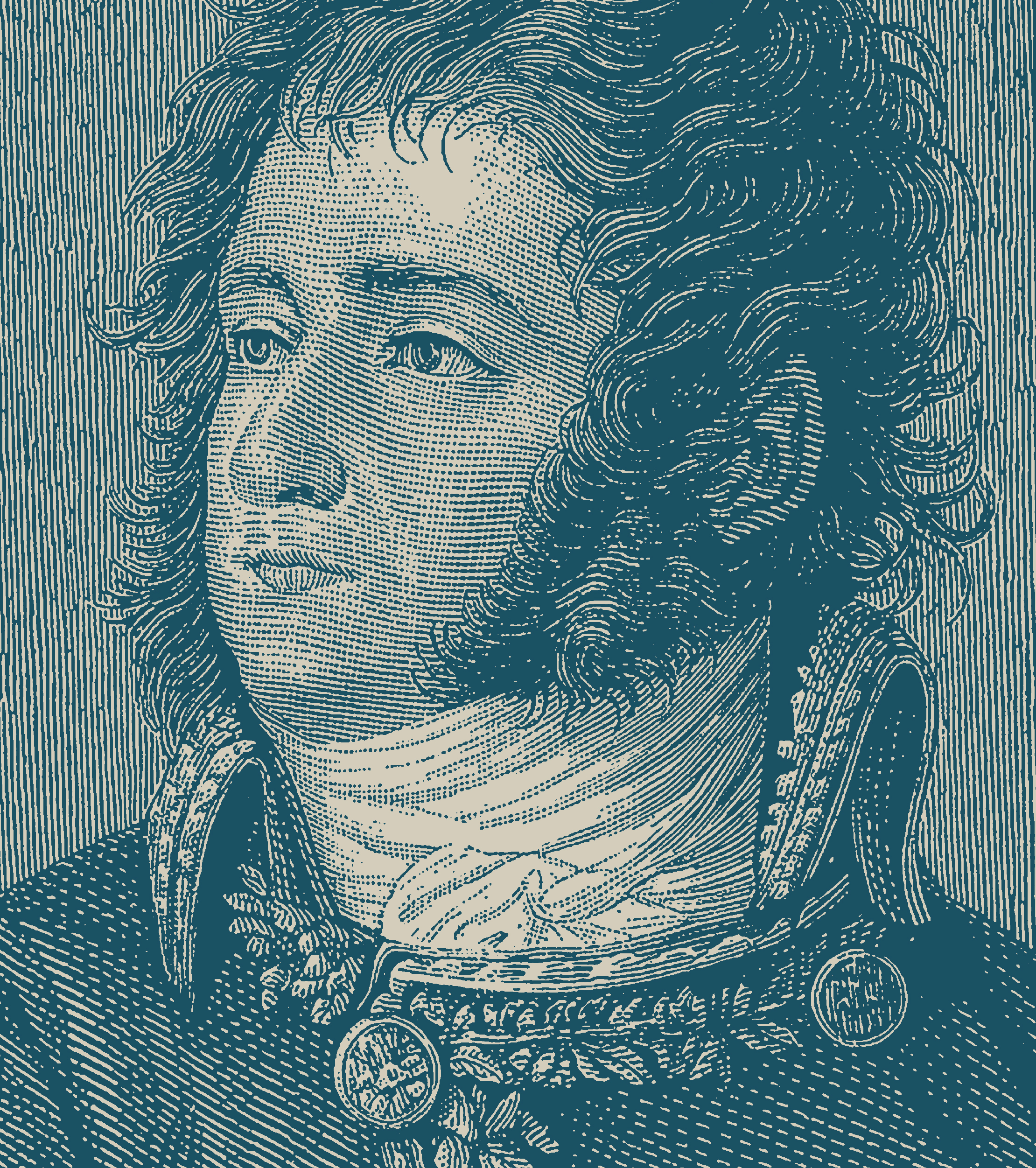
Generaal Jean-Antoine Marbot (1754-1800)

### Jonge jaren
Marbot werd geboren in het Château de La Rivière, in Altillac. Hij kwam uit een oude militaire adellijke familie die drie Franse generaals voortbracht: hij was de zoon van generaal Jean-Antoine Marbot (1754-1800) en de oudere broer van generaal Marcellin Marbot (1782-1854).
Na zijn studie aan de militaire hogeschool van Sorèze trad hij op zeventienjarige leeftijd in dienst als jager (chasseur) bij het 21e regiment bereden chasseurs. Op 5 oktober 1799 werd hij bevorderd tot tweede luitenant.

### Consulaat

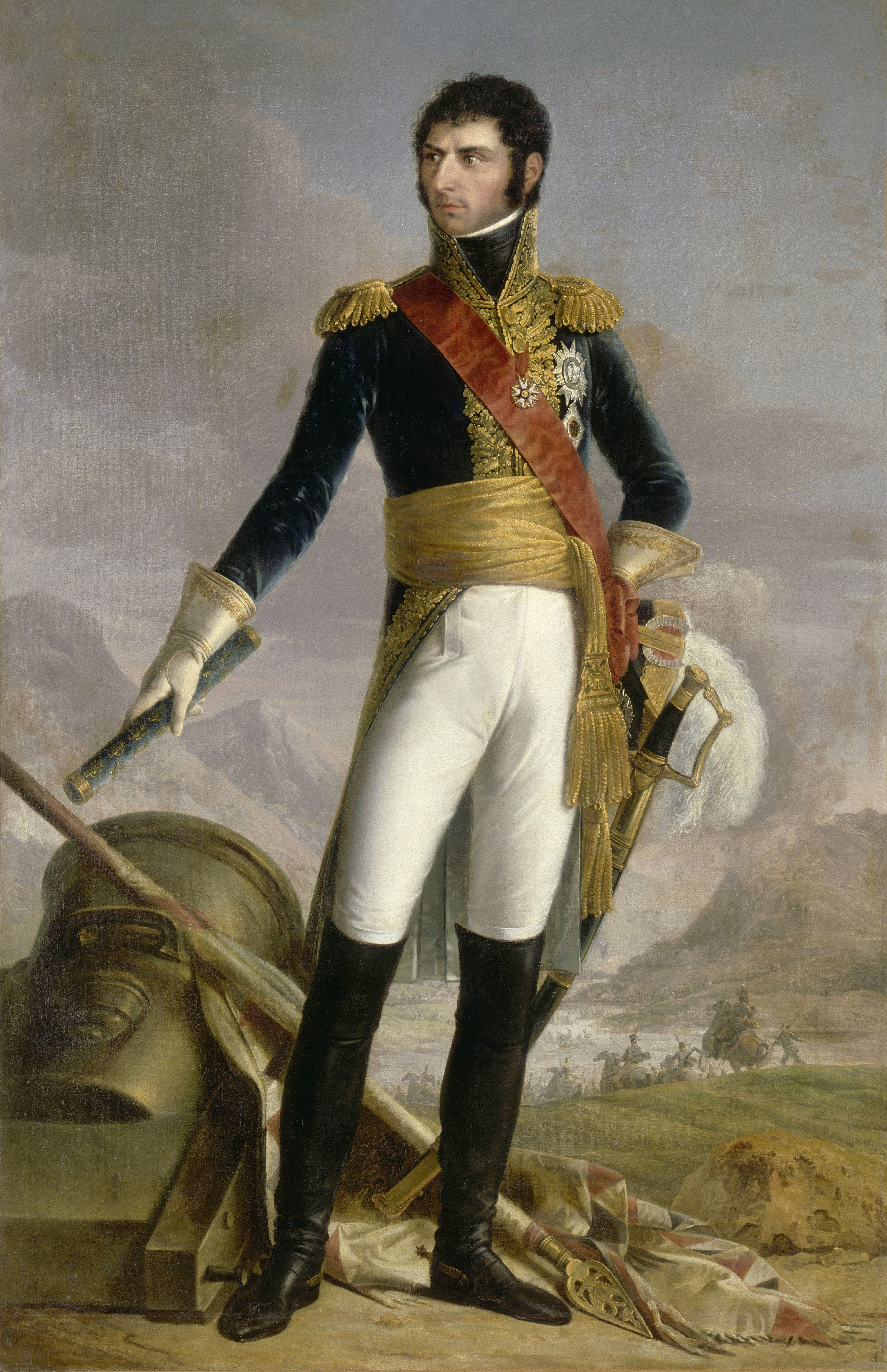
Generaal Jean-Baptiste Bernadotte (1763-1844), de latere koning Karel XIV Jan van Zweden

In 1802 was Marbot, inmiddels luitenant, adjudant van generaal Jean-Baptiste Bernadotte. Bernadotte werd ervan verdacht aan het hoofd te staan van een Republikeins complot tegen het Consulaat. Als zijn adjudant werd Marbot gearresteerd en langdurig ondervraagd in de gevangenis Tour du Temple, zonder echter ooit schuld te bekennen. Hij werd na drie maanden vrijgelaten en sloot zich aan bij het 49e Regiment Infanterie. Het jaar daarop vertrok hij met de expeditie onder leiding van generaal Charles Decaen naar Frans-Indië. Hij wist zich daar te onderscheiden en keerde met de rang van kapitein terug naar Frankrijk.

### Napoleontische oorlogen
In 1806 werd hij adjudant van maarschalk Pierre Augereau. Hij nam deel aan de Pruisische en Poolse veldtochten en onderscheidde zich bij de Slag bij Jena, waar hij gewond raakte, en bij de Slag bij Eylau. Daarna diende hij tot de Vrede van Tilsit (1807) onder maarschalk André Masséna.

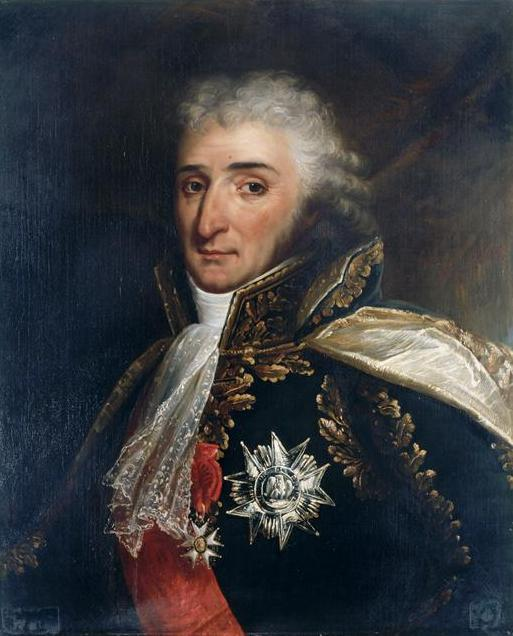
Maarschalk Pierre Augereau (1757-1816)

In 1808 nam hij deel aan de Franse veldtocht tijdens de Spaanse onafhankelijkheidsoorlog en was aanwezig bij de Slag bij Tudela op 23 november, waarna hij werd bevorderd tot eskaderleider (chef d'escadron). Op 4 januari 1809 liep hij in een hinderlaag toen hij onderweg was met brieven van keizer Napoleon I aan diens broer Jozef Bonaparte, de nieuwe koning van Spanje. Hij werd zwaar gewond als gevangene naar de haven van Cádiz gebracht. Uiteindelijk wist hij zijn vrijheid te herwinnen. Via Afrika voegde hij zich bij het legerkorps van maarschalk Claude Victor-Perrin tijdens het Beleg van Cádiz (1810-1812) door Franse troepen. In 1810 en 1811 nam hij deel aan de Portugese veldtocht als adjudant van maarschalk Masséna.

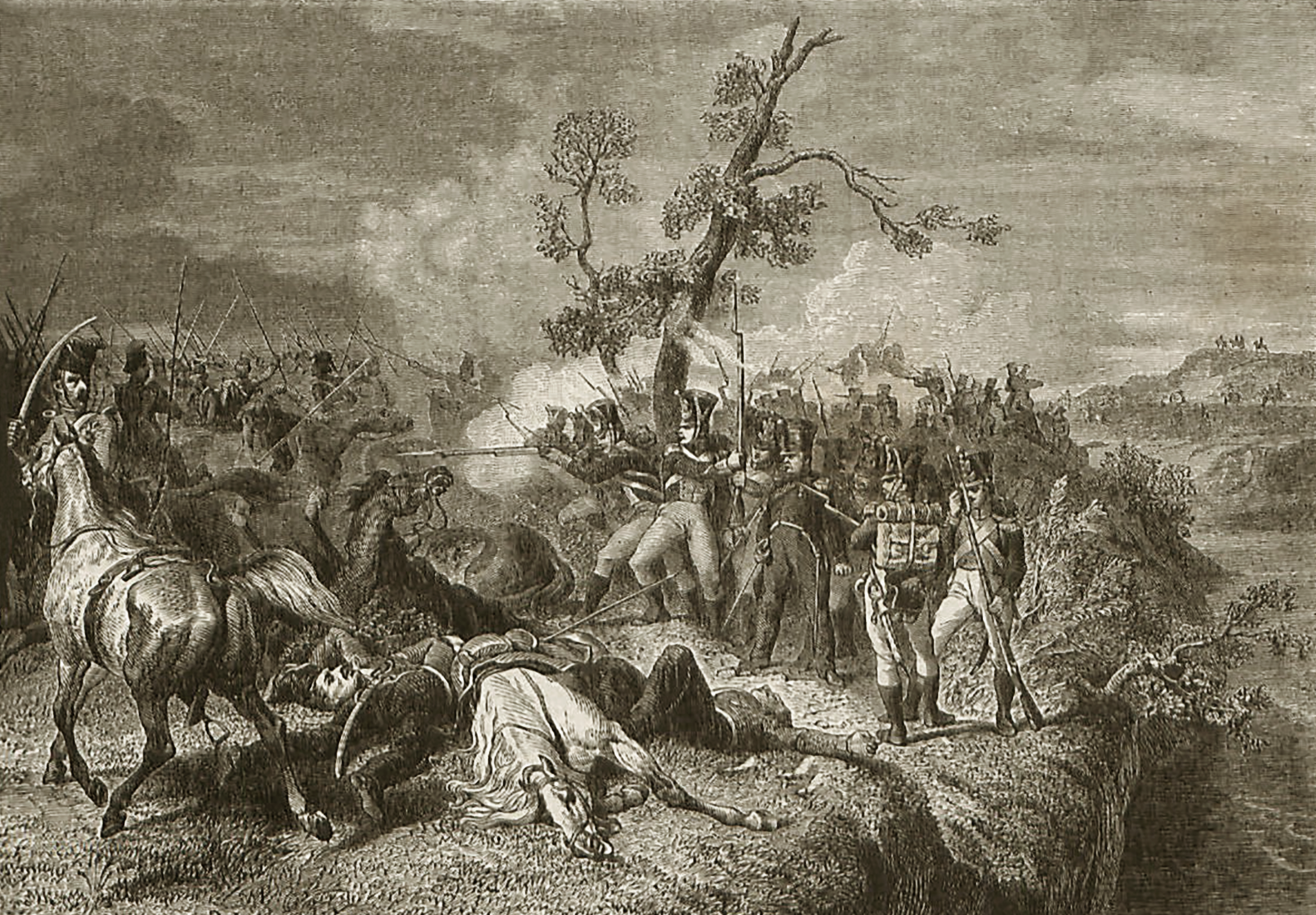
De Slag bij Vitsebsk (1812) tijdens de Russische veldtocht

In 1812 sloot hij zich aan bij het 16e regiment jagers, en maakte als eskaderleider de Veldtocht van Napoleon naar Rusland mee. Hij raakte ernstig gewond tijdens de Slag bij Vitsebsk, en werd gevangen genomen door het Russische leger. Hij werd met andere officieren gevangen gehouden in Saratov aan de Wolga. Pas in 1814 keerde hij terug naar Frankrijk en trad hij toe tot de legerstaf in Parijs. Hij was adjudant van maarschalk Louis Nicolas Davout tijdens de Honderd Dagen, en ging daarna met pensioen.

### Julimonarchie

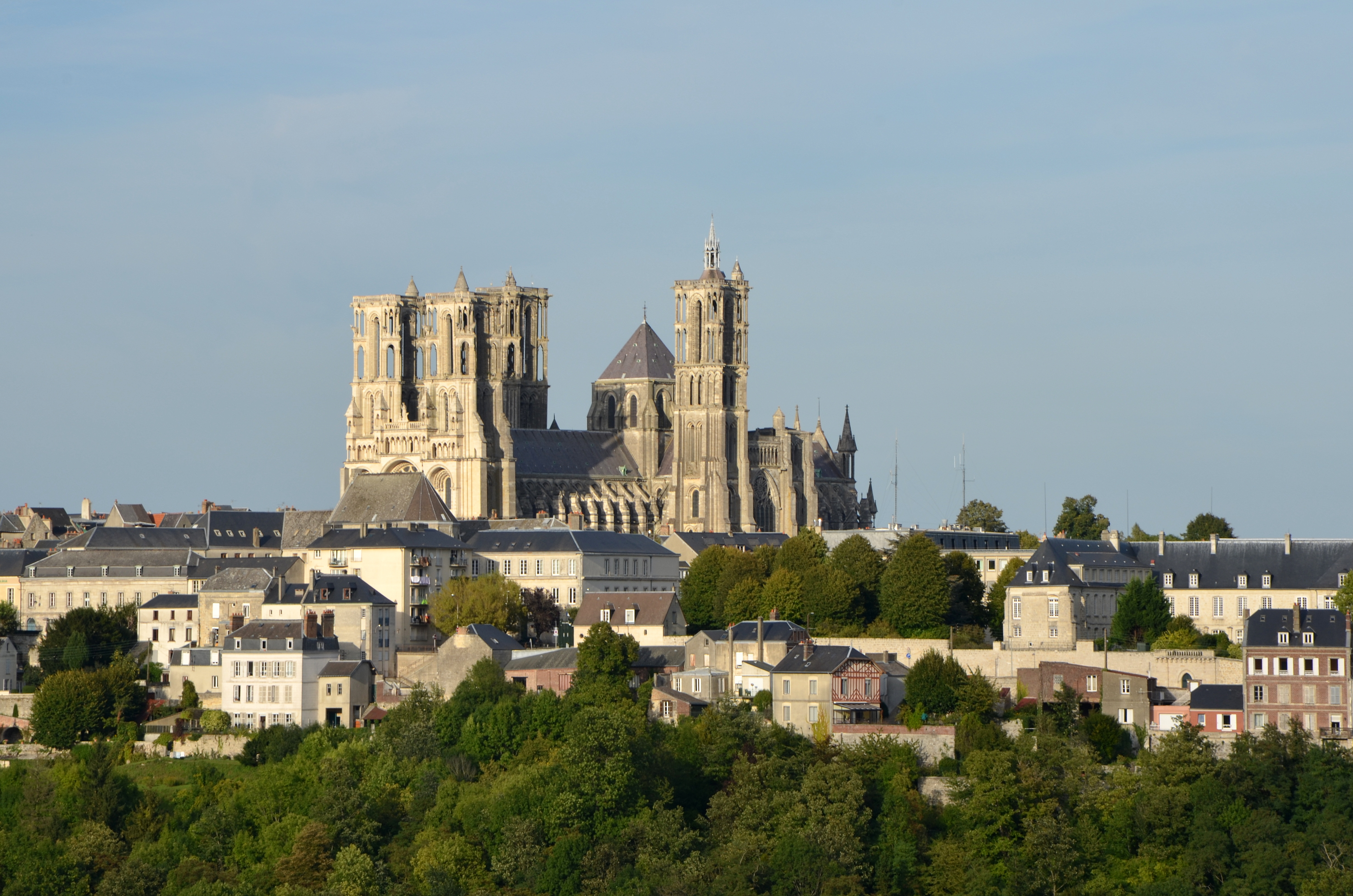
Laon, hoofdstad van het departement Aisne in Noord-Frankrijk

Onder het bewind van koning Lodewijk Filips I werd hij teruggeroepen voor actieve dienst en op 31 december 1831 bevorderd tot brigadegeneraal (maréchal de camp) en commandant van het departement Aisne. Hij werd op 21 maart 1831 officier van het Legioen van Eer en op 16 juni 1832 Commandeur in de Orde.
Op 22 maart 1843 trok hij zich terug uit het openbare leven. Hij overleed een jaar later.

## Onderscheidingen
- Nationale Orde van het Legioen van Eer: Ridder (1807)
- Koninklijke en Militaire Orde van de Heilige Lodewijk: Ridder (1814)
- Koninklijke Orde van het Legioen van Eer: Officier (1831)
- Koninklijke Orde van het Legioen van Eer: Commandeur (1832)